# Songs from the Underground
Songs from the Underground (englisch für „Lieder aus dem Untergrund“) ist die zweite offizielle EP der US-amerikanischen Nu-Metal- und Alternative-Rock-Band Linkin Park. Der Tonträger wurde in den USA am 28. November 2008, in Deutschland erst am 17. Juli 2009, bei Warner Brothers Records veröffentlicht. Die EP enthält sechs Demos und zwei Live-Aufnahmen.

## Hintergrund
Bis auf die beiden Live-Tracks wurden alle Songs schon früher über den offiziellen Fanclub Linkin Park Underground veröffentlicht. Dieser veröffentlicht auf den jährlichen LP-Underground-CDs Liveaufnahmen, Demoversionen von bekannten Titeln und unveröffentlichte Songs, die es nicht auf ein Studioalbum geschafft hatten.
And One und Part of Me sind Demos, die ursprünglich auf der 1999 veröffentlichten Hybrid Theory EP enthalten waren. Dedicated stammt von LP Underground V2.0, Sold My Soul to Yo Mama, ein Song von Joe Hahn, der Samples von Papercut und Points of Authority enthält, erschien auf LP Underground V4.0. Announcement Service Public und QWERTY sind Demos von LP Underground 6. Hunger Strike, ein Temple-of-the-Dog-Cover, wurde während der Projekt Revolution 2008-Tour von deren ehemaligen Frontmann Chris Cornell mit Chester Bennington gesungen. Auch die Live-Version von My December wurde 2008 gespielt.

## Titelliste
| # | Titel                                                                                      | Länge | Songwriter                                                           |
| - | ------------------------------------------------------------------------------------------ | ----- | -------------------------------------------------------------------- |
| 1 | Announcement Service Public                                                                | 2:23  | Linkin Park                                                          |
| 2 | QWERTY (Studio Version)                                                                    | 3:20  | Linkin Park                                                          |
| 3 | And One                                                                                    | 4:28  | Mike Shinoda, Joe Hahn, Brad Delson, Chester Bennington, Rob Bourdon |
| 4 | Sold My Soul to Yo Mama                                                                    | 1:56  | Joe Hahn, Chester Bennington, Mike Shinoda                           |
| 5 | Dedicated (Demo 1999)                                                                      | 3:10  | Mike Shinoda, Brad Delson, Joe Hahn, Chester Bennington              |
| 6 | Hunger Strike Live from Projekt Revolution 2008 – Chris Cornell (feat. Chester Bennington) | 4:12  | Chris Cornell                                                        |
| 7 | My December (Live 2008)                                                                    | 4:12  | Mike Shinoda                                                         |
| 8 | Part of Me                                                                                 | 12:40 | Mike Shinoda, Joe Hahn, Brad Delson, Chester Bennington, Rob Bourdon |

- Der instrumentale Hidden Track Ambient oder Secret beginnt bei 9:58 von Part of Me.[4] Der Track war auch schon bei Hybrid Theory (EP) enthalten.[5]
- Der Text von Announcement Service Public lautet “You should wash your hands and you should brush your teeth”, ist aber im Titel rückwärts zu hören.[6]
- Bonusinhalt: eine Probemitgliedschaft bei Linkin Park Underground, womit man u. a. eine Live-Version von Crawling (feat. Chris Cornell) gratis herunterladen konnte.[3]

## Rezeption

### Kritiken
Artistdirect lobte, dass Linkin Park eine neue Seite zeigen. Besonders QWERTY, And One, Sold My Soul to Yo Mama und Hunger Strike überzeugten. Bewertung:  
Alexander Cordas von Laut.de kritisierte allerdings, dass Linkin Park mit solchen Alben den Leuten das Geld aus der Tasche ziehen. Das geflügelte Wort von der zu melkenden Kuh erhalte ganz neue Dimensionen. Einzig das Lied QWERTY lobte er und fragte gleichzeitig, wieso sie so einen Song im Fanclub verstecken. Er vergab .
Auch CDstarts.de kritisierte das Album als ein Kommerzprodukt, das höchstens für Hardcore-Fans interessant sei. Als Anspieltipps werden QWERTY, Hunger Strike und Sold My Soul to Yo Mama genannt.  wurden vergeben.
Aber auch viele Fans kritisierten das Album, weil die Songs von den LP-Underground-CDs dadurch an die breite Öffentlichkeit gelangten und deshalb an Exklusivität verloren. Weiter wird kritisiert, dass nur die beiden Live-Aufnahmen neu sind und dass das Album dafür zu teuer sei.

### Chartplatzierungen
| Jahr | Titel                      | Höchstplatzierung, Gesamtwochen, AuszeichnungChartplatzierungen (Jahr, Titel, Platzierungen, Wochen, Auszeichnungen, Anmerkungen) | Höchstplatzierung, Gesamtwochen, AuszeichnungChartplatzierungen (Jahr, Titel, Platzierungen, Wochen, Auszeichnungen, Anmerkungen) | Höchstplatzierung, Gesamtwochen, AuszeichnungChartplatzierungen (Jahr, Titel, Platzierungen, Wochen, Auszeichnungen, Anmerkungen) | Höchstplatzierung, Gesamtwochen, AuszeichnungChartplatzierungen (Jahr, Titel, Platzierungen, Wochen, Auszeichnungen, Anmerkungen) | Anmerkungen                             |
| Jahr | Titel                      | DE | AT | CH | US | Anmerkungen                             |
| ---- | -------------------------- | --- | --- | --- | --- | --------------------------------------- |
| 2008 | Songs from the Underground | DE42 (5 Wo.)DE | AT56 (2 Wo.)AT | CH10 (10 Wo.)CH | US96 (1 Wo.)US | Erstveröffentlichung: 28. November 2008 |